# ولسوالی مارمل
مارمل یکی از ولسوالی‌های ولایت بلخ در جنوب خاوری افغانستان است که دارای چشمه های آب شیرین است که مهمترین آنها چشمه ملا آغان وبحراب است که مزارع هارا آبیاری میکند وگندم سفید بازارک آن مشهور است  با جمعیت نزدیک به ۱۱٬۱۰۰ نفر.